# Choerades fulva
Choerades fulva là một loài ruồi trong họ Asilidae. Choerades fulva được Meigen miêu tả năm 1804.